# 大分県立埋蔵文化財センター
大分県立埋蔵文化財センター（おおいたけんりつまいぞうぶんかざいセンター）は、大分県大分市牧緑町にある埋蔵文化財の調査等の業務を行う大分県の行政機関である。

## 活動
発掘調査、整理、保管、公開等の業務に加えて、公報・教育活動として、大分県立先哲資料館展示室などで企画展示を実施したり、一般を対象とした研修会、現地説明会、考古学講座を開催するとともに、小・中・高等学校などを対象とした見学受入れ、出前授業や職場体験を行っている。

## 沿革
従来、教育庁文化課によって行われていた発掘調査等の業務を、より効率的に行うために独立した機関として2004年（平成16年）4月に大分県教育庁埋蔵文化財センターとして設置された。
前身となる教育庁文化課文化財資料室は、1972年に開設され、1997年に大分市舞鶴町から大分市中判田の旧職業訓練校跡地に移転しており、当センターもその施設を引き継いだ。
しかし、施設が老朽化したため、旧大分県立芸術会館を改修して移転することとなり、当センターは2016年9月30日を以て一般公開を休止。2月から旧芸術会館で開館準備を進め、2017年4月1日に開館するとともに、大分県立埋蔵文化財センターに改称した。新施設では、「豊の国考古館」、「BVNGO（ぶんご）大友資料館」、｢歴史体験学習館｣等が設けられる。展示室は2017年4月22日から一般公開されている。

## 施設
- 所在地 - 大分県大分市牧緑町1-61
- 常設展示室 - 1,0582[7]
  - 豊の国考古館 - 石器の材料とされた姫島の黒曜石や中世の石塔等の遺跡や出土物を展示[7]。
  - BVNGO（ぶんご）大友資料館 - 国指定史跡大友氏遺跡の出土物を中心に、メダイ等約750点を展示。名称は、1595年にポルトガルのルイス・テイセラが作成した日本地図において、九州全域を指して「BVNGO」と記されていることに因む。「BVNGO」は「豊後」を意味し、当時、大友氏の勢力が九州全域に広がっていたことを示すと考えられている[7][8]。

### 旧施設
- 所在地 - 大分県大分市大字中判田1977番地
- 敷地面積 - 5469.7m2
- 施設概要 カッコ内は延床面積
  - 管理棟（747.0m2）
  - 研修棟（710.0m2）
  - 整理棟（198.0m2）
  - 収蔵棟（1,269.2m2）
- 交通
  - 鉄道 - JR九州豊肥本線中判田駅下車、徒歩10分
  - バス - 大分バス判田中学校前停留所下車、徒歩5分

## 交通
- 鉄道 - JR九州日豊本線牧駅下車、徒歩6分。
- バス - 大分駅前6番のりばから大分バス「一里塚」行きで14分。牧停留所下車、徒歩2分。
- 車 - 大分駅から滝尾橋経由で約10分[9]。